# 신사회주의
신사회주의(프랑스어: néo-socialisme)는 1930년대 프랑스와 벨기에에 존재한 정파로, 노동자 인터내셔널 프랑스 지부(SFIO)의 여러 수정주의 경향들이 여기에 속했다.
1930년대 들어 혁명적 마르크스주의와 개량적 사민주의 양측 모두로부터 거리를 두고, 급진진보주의의 전통적인 계급협조주의도 거부하는 일련의 흐름들이 생겨났다. 이들은 위로부터의 혁명을 대안으로 주장했으며, 이것을 자칭 건설혁명(프랑스어: révolution constructive)이라고 불렀다. 이들은 SFIO의 전통적 반정부 정책과 갈등한 끝에 당에서 제명당했다.
신사회주의는 초기부터 프랑스 파시즘과 연결되어 있었고, 이탈리아 파시즘에 대한 동경을 표출했다. 때문에 신사회주의자들은 권위주의 및 반유대주의를 옹호하게 되고, 나중에는 상당수가 나치 부역자가 되었다.
대표적인 신사회주의자로는 벨기에 노동당의 헨드릭 더 만, SFIO 당내우파의 마르셀 데아, 프랑스 노동일반총연맹의 르네 벨링 등이 있다.

## 같이 보기
- 지도주의
- 필요 생산
- 기술관료제
- 소스타인 베블런